# Alberto Jammaron
Alberto Jammeron (Pré-Saint-Didier, 25 avril 1915 – Pré-Saint-Didier, 4 novembre 2016) est un ancien fondeur italien.

## Biographie
Il était originaire de Pré-Saint-Didier, dans le haut Valdigne.

## Palmarès

### Championnats du monde
- Championnats du monde de ski nordique 1939 à Zakopane 
  -  Médaille de bronze en relais 4 × 10 km.